# François De Hondt
François De Hondt (Brugge, 2 oktober 1786 - 18 mei 1862) was een Belgisch historicus, edelsmid, graveur en archeoloog.

## Levensloop
François De Hondt studeerde aan de Brugse Kunstacademie en van zijn broer Jean De Hondt leerde hij de houtgravure en de burijngravure aan. Bij Jan-Robert Calloigne leerde hij modelleren. Hij kon voortaan medailles maken en werd de officiële graveur van de stad Brugge. Bij herhaling kreeg hij ereprijzen voor zijn werk.
De Hondt was een van de stichters van het Genootschap voor Geschiedenis te Brugge in 1838, maar bleef slechts bestuurslid tot in 1841, als gevolg van een conflict met andere leden, meer bepaald met Joseph-Octave Delepierre.

## Werken
- Een zilveren Christus aan het kruis voor de kerk van Maldegem
- een H. Barbara in zilver voor de kerk van Maldegem
- een bas-reliëf in verguld koper voor de preekstoel van de kerk in Evergem
- twee flambeeuwen in zilver voor de Sint-Salvatorskathedraal in Brugge
- een zilveren beeldje van Onze Lieve Vrouw voor De Karmel in Brugge
- verschillende kelken met ornamenten
- Medailles:
  - met het wapen van de Nederlanden, voor de halskettingen van de burgemeesters
  - Minerva die de Belgische letterkunde bekroont
  - de stad Brugge die de Kunsten bekroont
  - medaille ter ere van Dr. Van den Sende
  - een herdenkingsmedaille bij de dood van vicaris-generaal Goethals
  - de buste van Jan van Eyck
  - herinnering aan het Concordaat van 1827 tussen de Paus en Willem I
  - Herinnering aan de verkiezing van Leopold I tot koning der Belgen
  - Herinneringsmedaille voor de herstelling van de Sint-Salvatorskathedraal in 1839
  - buste van priester Léon de Foere

## Publicaties
- La marmite de l'église de Notre-Dame à Bruges ou les armes de la famille Van de Cappelle, in: Handelingen van het Genootschap voor Geschiedenis te Brugge, 1840, blz. 88-90
- Notice sur la Cheminée du Franc, in: Handelingen van het Genootschap voor Geschiedenis te Brugge, 1840, blz. 213-237.
- Deuxième notice sur la Cheminée du Franc, 1846